# モンド湖
モンド湖（モンドこ、ドイツ語: Mondsee）はオーストリア・オーバーエスターライヒ州のザルツカンマーグートエリアにある湖。同地区最大の湖アッター湖に隣接している。湖の南西はザルツブルク州との州境であり、北部石灰岩アルプスと北アルプスの砂岩のエリアとの境界でもある。
湖水はゼーアヒェ川からアッター湖に流れ込む。
湖畔にはモンドーゼーの街がある。
オーストリアの中でも最後まで私有であった湖の一つであり、所有者であったNicolette Waechterは、2008年8月に売却したことを明らかにした。

## ギャラリー

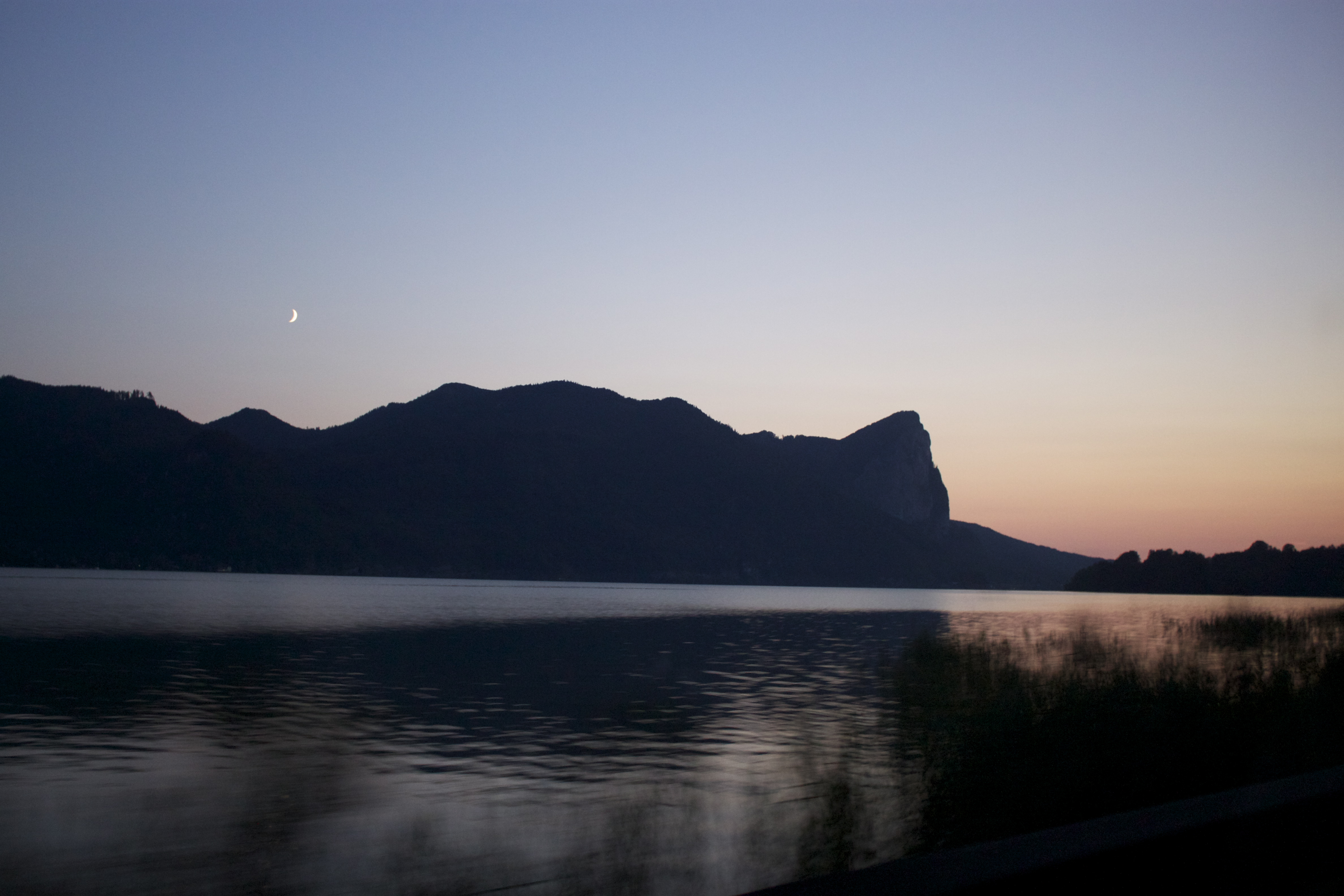
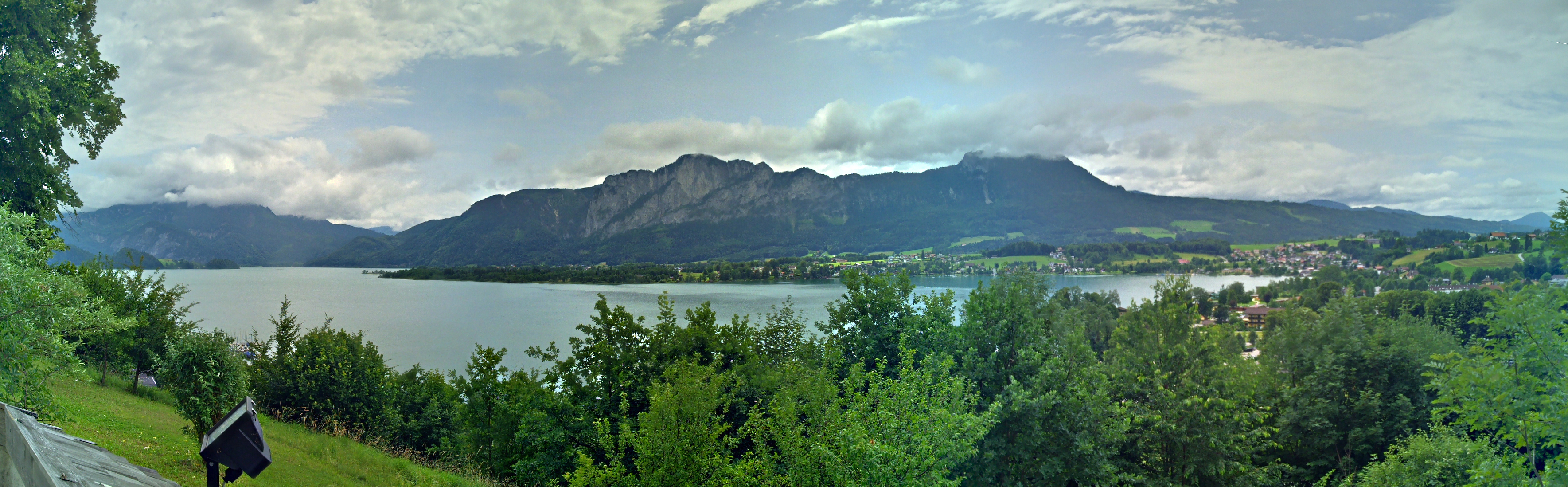
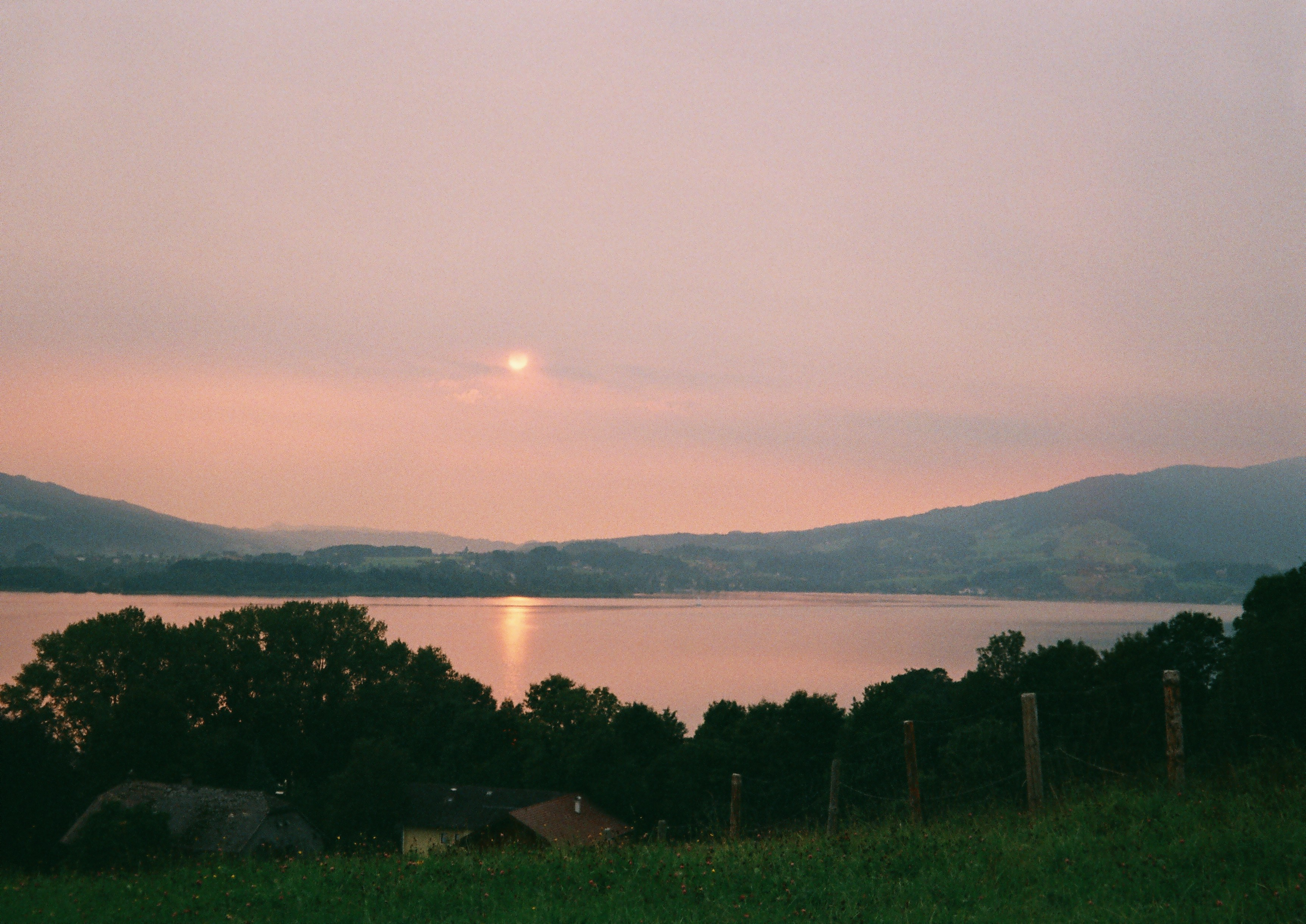
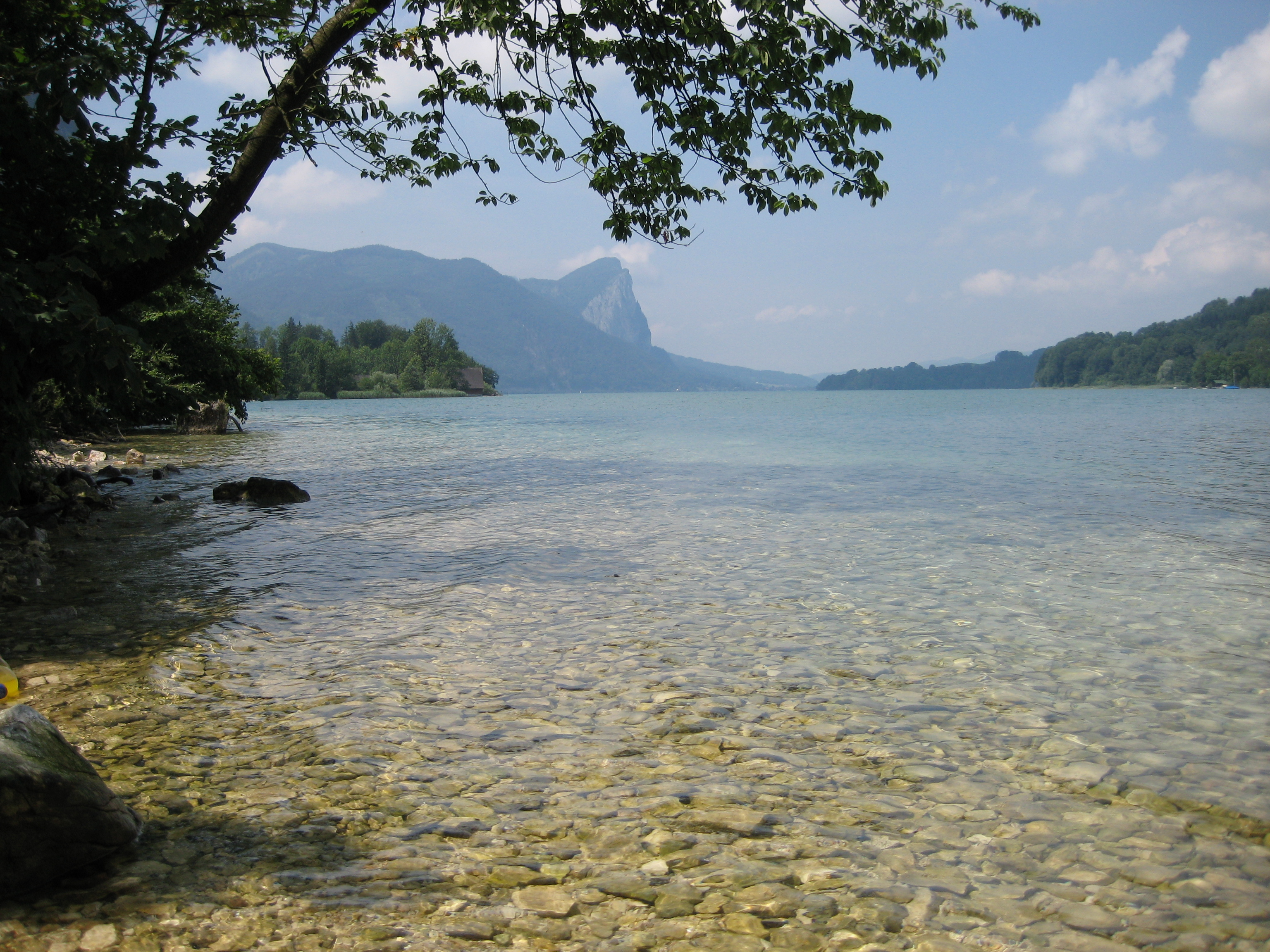